# قناة السويس الجديدة

قناة السويس الجديدة.

طابع بريدي صدر احتفالاً بافتتاح أعمال مشروع قناة السويس الجديدة.

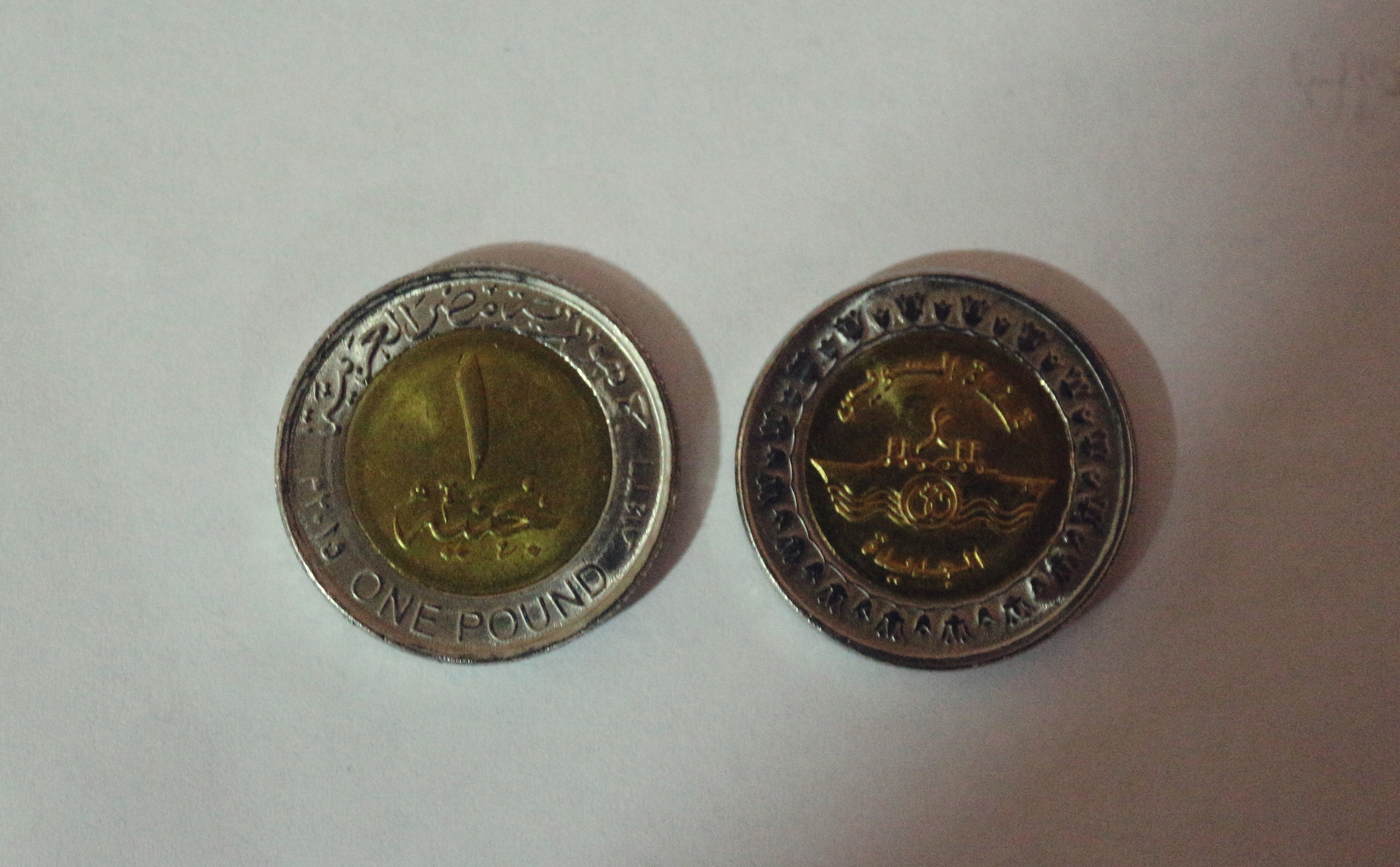
جنيه مصري جديد، تَظهر فيه قناة السويس الجَديدة

قناة السويس الجديدة هو مشروع لتطوير وتوسعة قناة السويس يشتمل على تفريعة جديدة (من علامة كم 61 إلى علامة كم 95 ترقيم قناة) بطول 35 كم، بالإضافة إلى توسيع وتعميق تفريعات البحيرات المرة والبلاح بطول 37 كم ليصبح الطول الإجمالي للمشروع كممر ملاحي مزدوج 72 كم (من علامة كم 50 إلى علامة كم 122 ترقيم قناة). تم افتتاح المشروع في 6 أغسطس 2015.
يهدف مشروع القناة الجديدة إلى تلافي المشكلات القديمة لقناة السويس من توقف قافلة الشمال لمدة تزيد عن 11 ساعة في منطقة البحيرات المرة، ويسمح باستيعاب قناة السويس للسفن العملاقة بغاطس 65 قدم بتكلفة بلغت 4 مليار دولار، مما سيساهم في زيادة دخل القناة مستقبلاً بنسبة 259%[وفقًا لِمَن؟]. تمت عمليات الحفر من خلال الهيئة الهندسية للقوات المسلحة، والتي استعانت بـ17 شركة وطنية مدنية تعمل تحت إشرافها.

## تاريخ المشروع

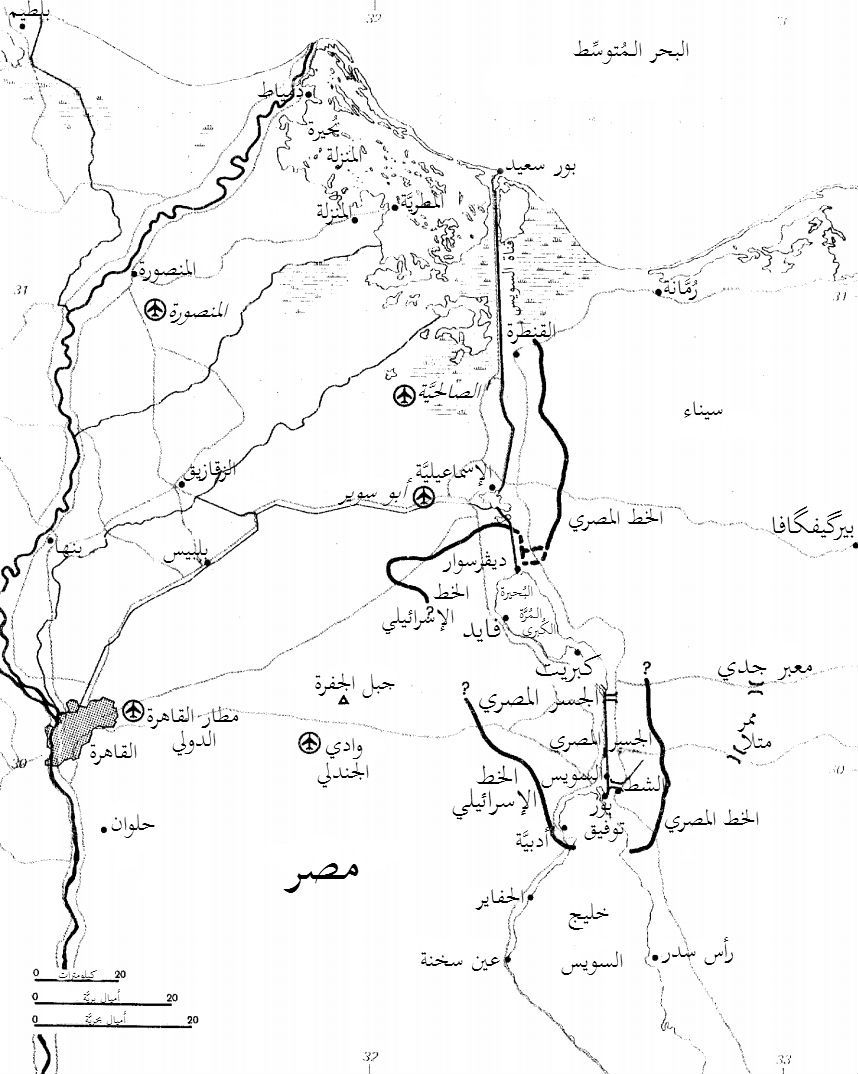
إقليم قناة السويس.

تعود فكرة المشروع لنهاية السبعينيات عندما طرحه المهندس حسب الله الكفراوي وزير الإسكان حينها على الرئيس أنور السادات، لكن المشروع لم يخرج للنور، ثم أعيد طرح المشروع على الرئيس حسني مبارك، لكن أيضاً لم يخرج المشروع للنور، ولم تتخذ أي خطوات تنفيذية تجاهه. في عام 2012 قدمت جماعة الإخوان المسلمين مشروع تنمية محور قناة السويس ضمن مشروعهم المسمى مشروع النهضة أثناء انتخابات الرئاسة المصرية 2012. وفي عام 2013 أقامت حكومة الدكتور هشام قنديل مؤتمراً صحفياً في عهد الرئيس محمد مرسي أعلنت فيه أنه سيتم الاتفاق مع المكتب الاستشاري الذي سيتولى تنفيذ المخطط العام للمشروع والتعاقد معه بحلول الأول من سبتمبر 2013، حيث سبق أن تم الطرح الأول لتنفيذ المخطط العام في نهاية أبريل 2013، ومدة تنفيذ المخطط العام ستكون 9 أشهر.

## التنفيذ

### بدء المشروع
في 5 أغسطس 2014 أعلن الرئيس عبد الفتاح السيسي عن البدء فعلياً في إنشاء مجرى ملاحي جديد لقناة السويس وتعميق المجرى الملاحي الحالي وتنمية محور قناة السويس بالكامل، بهدف تعظيم دور إقليم قناة السويس كمركز لوجستي وصناعي عالمي متكامل اقتصادياً وعمرانياً ومتزن بيئياً، ويسعى إلى جعل الإقليم محوراً مستداماً ينافس عالمياً في مجال الخدمات اللوجستية والصناعات المتطورة والتجارة والسياحة. يضم الإقليم ثلاث محافظات هي بورسعيد والسويس والإسماعيلية، ويتوافر به إمكانيات جذب في مجالات النقل واللوجستيات، والطاقة، والسياحة، والاتصالات وتكنولوجيا المعلومات والزراعة والعقارات.

### التمويل
في 15 أغسطس 2014 أعلن رئيس الوزراء المهندس إبراهيم محلب أنه تقرر طرح شهادات استثمار باسم شهادة استثمار قناة السويس بهدف جمع 60 مليار جنيه مصري لتمويل مشروع محور قناة السويس من خلال المصريين فقط. على أن تطرح الشهادات من البنوك القومية بفائدة سنوية 12% تصرف كل ثلاثة أشهر، على أن يسترد أصل المبلغ بعد خمس سنوات. في 19 أغسطس 2014 أعلن الفريق مهاب مميش، رئيس هيئة قناة السويس عن التحالف الفائز بتنفيذ مشروع تنمية قناة السويس، وهو تحالف دار الهندسة. وفي 15 سبتمبر 2014 أعلن محافظ البنك المركزي المصري، أن حصيلة بيع شهادات استثمار قناة السويس وصلت إلى نحو 61 مليار جنيه مصري، منذ بداية الطرح عن طريق البنوك يوم 04 سبتمبر 2014، وهو المبلغ المطلوب لحفر القناة الجديدة، وأنه تقرر إغلاق الاكتتاب في الشهادات بالبنوك.

### الحفر والإنشاءات

#### الحفر الجاف
بدأت مرحلة الحفر الجاف بالمشروع في 7 أغسطس 2014، وشارك فيها 44 ألف مواطن مصري، بمصاحبة 4500 معدة، وإجمالي 84 شركة، وتمت إضافة كتيبتين من القوات المسلحة لإزالة الألغام ومخلفات الحرب، بالإضافة إلى كتيبتي طرق للمساعدة في عمليات الحفر. واستطاعوا إنهاء الحفر الجاف بنسبة 100% خلال 9 شهور، عن طريق استخراج حوالي 250 مليون متر مكعب من الرمال، وتلاها بدأ أعمال تكسيات وتدبيش الأجناب بطول 100 كيلو متر لضبط أجناب القناة الجديدة بهدف منع ترسب الرمال مرة أخرى للمجرى المائي.

#### الحفر المائي
بدأت مرحلة الحفر المائي (التكريك) بعد انتهاء الحفر الجاف مباشرة، للوصول إلى العمق المطلوب، وشارك في هذه المرحلة 2000 عامل من هيئة قناة السويس، 3000 عامل من تحالف التحدي، 750 عامل من تحالف الأمل، وذلك باستخدام إجمالي 45 كراكة، إضافة إلى 4 فنادق عائمة منذ بداية المشروع لاستراحة العاملين وتناوب الورديات. وانتهت أعمال التكريك المائي برفع 258.8 مليون متر مكعب من الرمال المشبعة بالمياه.

#### الإنشاءات
تم تركيب عدد 120 شمندورة على طول المجرى الملاحي للقناة الجديدة مزودة بإضاءة من الطاقة الشمسية ومرتبطة بنظام إلكتروني عبر الحاسب الآلي يحقق الربط والاتصال بين السفن العابرة ومراكز الإرشاد بهيئة قناة السويس، ومجهزة بمساعدات ملاحية لتساعد المرشد بإرشاد السفن في أمان وخاصة أثناء العبور وسط أجواء مناخية سيئة قد تحجب الرؤية. وذلك بالإضافة إلى إنشاء عدد 10 مراكز إرشاد.

## محور قناة السويس

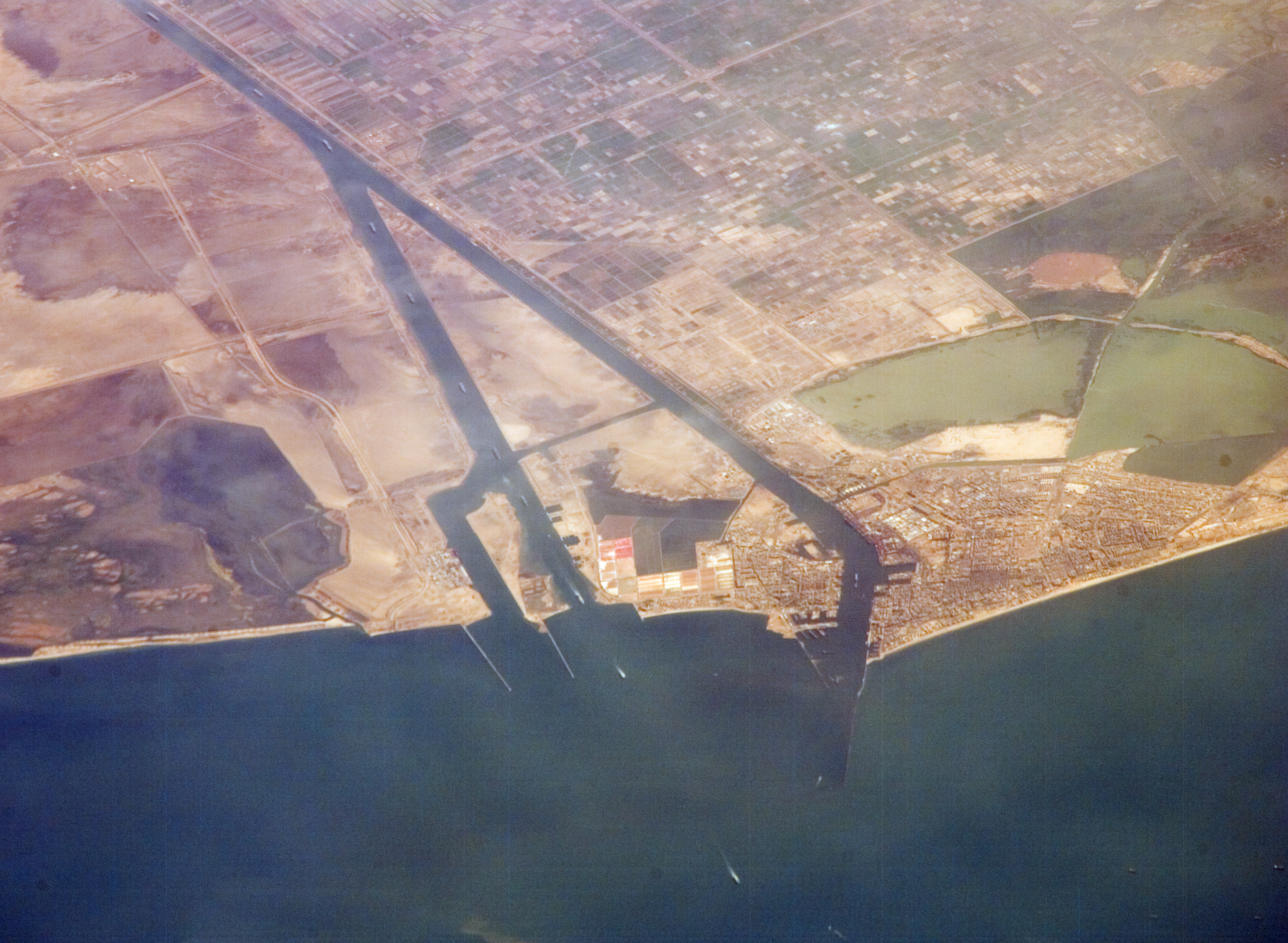
المخرج الشمالي لقناة السويس.

### الأنفاق
هي عملية إنشاء 4 أنفاق أسفل قناة السويس تتضمن نفقين ببورسعيد ونفقين بالإسماعيلية كل نفق يخدم اتجاه مروري واحد.

### ضاحية الأمل
هي منطقة تقع على مساحة 2744 فدان على الطريق الإقليمي القاهرة/بورسعيد، ويحدها من الجهة الشرقية المجرى الملاحي لقناة السويس أمام جزيرة البلاح على بعد 15 كم شمال مدينة الإسماعيلية، و 130 كم من مدينة القاهرة، و 65 كم من ميناء غرب بورسعيد، و 10 كم من كوبري السلام، مما يجعلها من المناطق المتميزة جغرافياً بإقليم قناة السويس. ويهدف المشروع إلى إقامة مجتمع عمراني يكون مثلثاً عمرانياً مع مدينة الإسماعيلية غرب قناة السويس ومدينة الإسماعيلية الجديدة ووادي التكنولوجيا شرق قناة السويس لتكوين كيان اقتصادي يلبّي توجهات المخطط الإستراتيجي العام لمدينة الإسماعيلية. تنقسم الضاحية لمناطق متعددة منها 1838.6 فدان للمشروعات الصناعية و 283.5 فدان للسياحة و 499.3 فدان للخدمات و133 فدان للإسكان.

### موانئ محور القناة

#### ميناء شرق بورسعيد

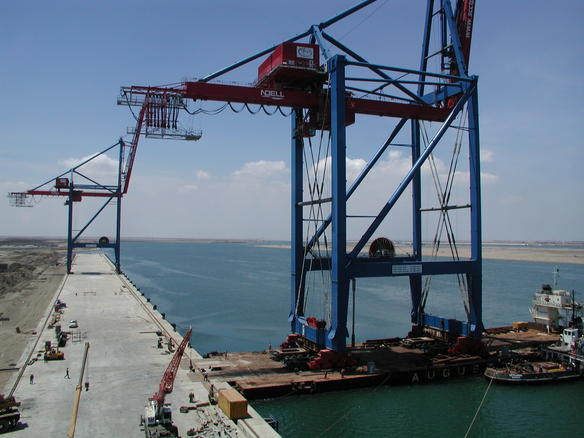
رافعة برصيف ميناء شرق بورسعيد.

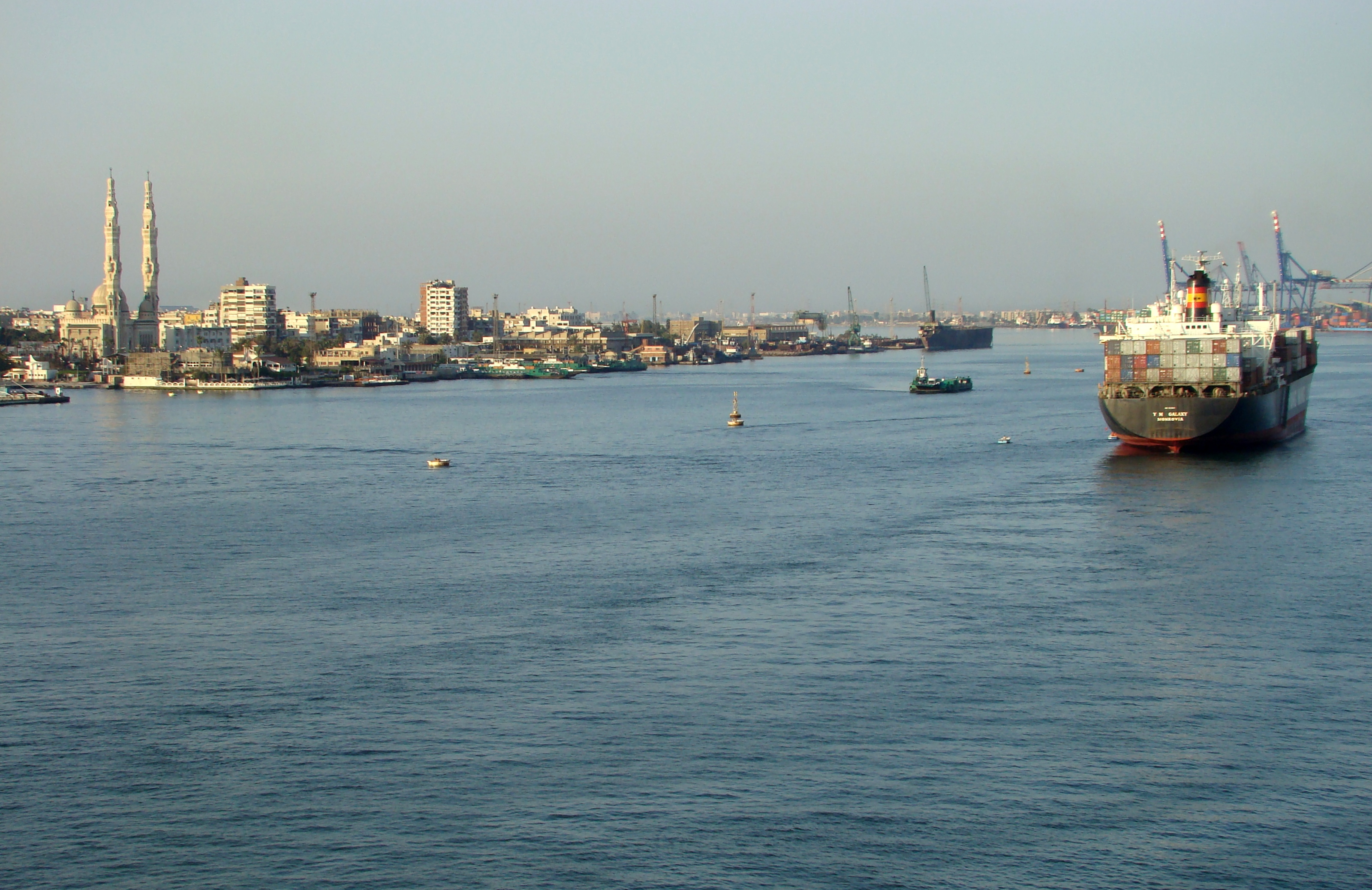
مدخل قناة السويس عند بورسعيد.

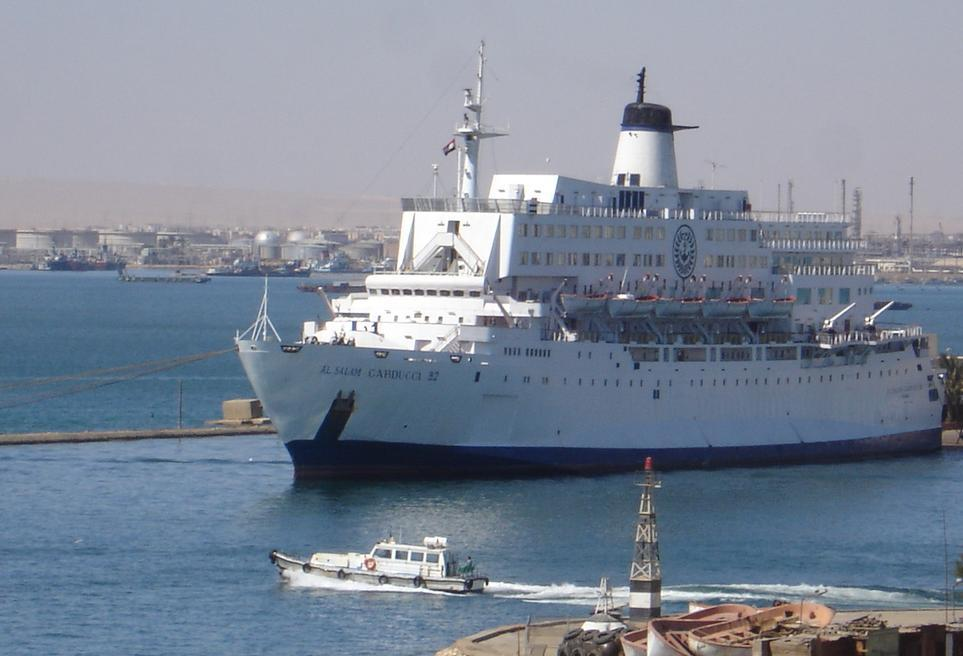
سفينة راسية في ميناء السويس.

يقع الميناء على المدخل الشمالي الشرقي للتفريعة الشرقية لقناة السويس مما يعد موقعا فريداً لتلاقي القارات الثلاث ولحركة التجارة العالمية بين الشرق والغرب ولجذب السفن العابرة لقناة السويس. يتميز الميناء بمعدل انحراف صفر ومساحة ضخمة تتعدى مساحة مدينة بورسعيد مع القابلية للتوسع ليتعدى مساحة المدينة مرة ونصف.
يتكون المخطط العام للميناء من ثلاث مراحل، تنضمن المرحلة الأولى إنشاء عدد 8 محطة متنوعة بطول أرصفة تبلغ 8 كم وتنتهي خلال عام 2012، وتنضمن المرحلة الثانية إنشاء عدد 15 محطة متنوعة بطول أرصفة تبلغ 16 كم وتنتهي خلال عام 2020، فيما تنضمن المرحلة الثالثة إنشاء عدد 21 محطة متنوعة بطول أرصفة تبلغ 25 كم وتنتهي خلال عام 2030.

#### ميناء غرب بورسعيد
يقع الميناء على المدخل الشمالي لقناة السويس ويعتبر أحد أهم الموانئ المصرية نظرا لموقعه المتميز على مدخل أكبر ممر ملاحي في العالم. تبلغ المساحة الكلية للميناء 2.9 كم، المساحة المائية تبلغ 1.7 كم والمساحة الأرضية تبلغ 1.2 كم. يتميز الميناء بأن العمل فيه موزع على شكل محطات مستقلة فهناك محطة الصب الجاف (الغلال) ومحطة الحاويات. يبلغ عدد الأرصفة بالميناء 37 رصيف تنقسم إلى أرصفة للبضائع العامة ورصيف دحرجة ورصيف اليخوت ومحطة الركاب، وكل محطة عبارة عن مجموعة أرصفة مع منطقة العمل الخاصة بها بما في ذلك الساحات والمستودعات والمعدات ومراكز الصيانة.

#### ميناء السخنة
يقع الميناء على المدخل الجنوبي لقناة السويس على البحر الأحمر مما يجعله يملك ميزة إستراتيجية للتعامل مع البضائع العابرة خلال أكثر الممرات المائية التجارية ازدحاما وحيوية في العالم. يبعد الميناء 120 كم من القاهرة، ويتم الوصول إليه بسهولة بواسطة الطريق البري سريع أو خطوط السكك الحديدية.

#### ميناء السويس
ميناء السويس أو بورتوفيق هو أحد الموانئ المصرية التابعة للهيئة العامة لموانئ البحر الأحمر، ويقع على ساحل البحر الأحمر بالمدخل الجنوبي لقناة السويس في مصر. تمتد حدود الميناء من منطقة رأس مسلة إلى رأس السادات. تبلغ مساحته الإجمالية 158073 كم، وطاقته الاستيعابية 3.5 مليون طن سنوياً.

#### ميناء الأدبية
يقع الميناء على الشاطئ الغربي لخليج السويس وعلى مسافة حوالي 17 كم من مدينة السويس. يتبع الميناء الهيئة العامة لموانئ البحر الأحمر، ويتكون من تسعة أرصفة تبلغ أطوالها حوالي 1840 متر وغاطس يتراوح بين 27 إلى 42 قدم، بمساحة مائية تبلغ 158 كم (وهي مساحة مشتركة بين ميناء السويس، ميناء حوض البترول، ميناء الأدبية)، ومساحة أرضية تبلغ 0.8 كم. كما تصل الطاقة القصوى التصميمية للميناء 6.75 مليون طن سنوياً تتضمن (بضائع عامة 2 مليون طن، صب جاف 2 مليون طن، غلال 2 مليون طن، زيوت 750 ألف طن).

#### ميناء السخنة الجوي - مطار السخنة
هو مشروع لإقامة مطار بمحافظة السويس على مساحة 10 كيلو متر بصحراء العين السخنة كمطار دولي تحت إشراف وزارة الطيران المدني بقيمة تمويلية تصل إلى 500 مليون جنيه مصري كمرحلة أولى، وذلك بهدف مضاعفة وجذب الاستثمارات العربية والأجنبية في مجال السياحة، حيث يخدم المشروع 35 قرية سياحية وفندق تستوعب 5 آلاف غرفة و 20 ألف فيلا وشاليه باستثمارات تتعدى 5 مليارات جنيه مصري بخلاف الاستثمارات الصناعية بالمنطقة.

## حفل الافتتاح
شهد حفل افتتاح قناة السويس الجديدة يوم 6 أغسطس 2015، مشاركة دولية عالية المستوى، حيث شارك في الحفل زعماء وملوك العالم والوفود العربية والأوروبية والأفريقية والأسيوية، والذين حضروا لحفل الافتتاح بدعوة من الرئيس السيسي، لمشاهدة الإنجاز المصري وقدرة المصريين على تحقيق الحلم بافتتاح القناة الجديدة في وقت قياسي. بالإضافة إلى حضور لفيف من وزراء الحكومة المصرية والشخصيات العامة والعلماء والإعلاميين.

### المشاركة الدولية
| البلد                    | الشخصية                       | اللقب                                          |
| ------------------------ | ----------------------------- | ---------------------------------------------- |
| فرنسا                    | فرانسوا هولاند                | رئيس فرنسا                                     |
| روسيا                    | ديمتري ميدفيديف               | رئيس وزراء روسيا                               |
| الأردن                   | عبد الله الثاني بن الحسين     | ملك الأردن                                     |
| عمان                     | شهاب بن طارق آل سعيد          | مستشار السلطان قابوس بن سعيد                   |
| الكويت                   | صباح الأحمد الجابر الصباح     | أمير الكويت                                    |
| البحرين                  | حمد بن عيسى آل خليفة          | ملك البحرين                                    |
| السودان                  | عمر البشير                    | رئيس السودان                                   |
| فلسطين                   | محمود عباس                    | رئيس فلسطين                                    |
| العراق                   | فؤاد معصوم                    | رئيس العراق                                    |
| اليمن                    | عبد ربه منصور هادي            | رئيس اليمن                                     |
| الإمارات العربية المتحدة | محمد بن راشد آل مكتوم         | نائب رئيس دولة الإمارات ورئيس الوزراء حاكم دبي |
| جنوب إفريقيا             | جاكوب زوما                    | رئيس جنوب أفريقيا                              |
| جزر القمر                | أكليل ظنين                    | رئيس جزر القمر                                 |
| مالي                     | إبراهيم أبو بكر كيتا          | رئيس مالي                                      |
| اليونان                  | أليكسيس تسيبراس               | رئيس وزراء اليونان                             |
| المالديف                 | عبد الله يمين                 | رئيس جزر المالديف                              |
| كرواتيا                  | كوليندا جرابار كيتار          | رئيسة كرواتيا                                  |
| الكونغو                  | جوزيف كابيلا                  | رئيس الكونغو الديمقراطية                       |
| توغو                     | فور غناسينغبي                 | رئيس توجو                                      |
| الغابون                  | علي بونجو أونديمبا            | رئيس الغابون                                   |
| النيجر                   | محمد يوسفو                    | رئيس النيجر                                    |
| موريتانيا                | محمد ولد عبد العزيز           | رئيس موريتانيا                                 |
| غينيا الاستوائية         | تيودورو أوبيانغ               | رئيس غينيا الاستوائية                          |
| تنزانيا                  | محمد غريب بلال                | نائب رئيس تنزانيا                              |
| أفغانستان                | عبد الله عبد الله             | الرئيس التنفيذي لحكومة أفغانستان               |
| إثيوبيا                  | هايله مريم ديساليغنه          | رئيس الوزراء الإثيوبي                          |
| صربيا                    | ألكسندر فوتشيتش               | رئيس وزراء صربيا                               |
| مالي                     | موسى مارا                     | رئيس وزراء مالي                                |
| فرنسا                    | جان ايف لودريان               | وزير الدفاع الفرنسي                            |
| الإمارات العربية المتحدة | الدكتور سلطان بن محمد القاسمي | حاكم الشارقة                                   |
| الإمارات العربية المتحدة | الشيخ سلطان الجابر            | وزير الدولة الإماراتي                          |
| السعودية                 | الأمير خالد الفيصل            | أمير مكة المكرمة                               |
| مالطا                    | جورج فيلا                     | وزير خارجية مالطا                              |
| روسيا                    | ميخائيل بوغدانوف              | نائب وزير خارجية روسيا                         |
| روسيا                    | الأدميرال فيكتور تشيركوف      | قائد القوات البحرية الروسية                    |
| الصين                    | لو شوه جانج                   | مبعوث الرئيس الصيني وزير الثقافة               |
| الجزائر                  | عبد القادر بن صالح            | رئيس مجلس الأمة الجزائري                       |

### الشخصيات العامة
| الشخصية                 | اللقب                                                          |
| ----------------------- | -------------------------------------------------------------- |
| المشير محمد حسين طنطاوي | وزير الدفاع ورئيس المجلس العسكري الأسبق                        |
| المستشار عدلي منصور     | رئيس مصر السابق                                                |
| الدكتور كمال الجنزوري   | رئيس وزراء مصر الأسبق                                          |
| الدكتور حازم الببلاوي   | رئيس وزراء مصر الأسبق                                          |
| الشيخ أحمد الطيب        | شيخ الأزهر الشريف                                              |
| البابا تواضروس الثاني   | بابا الإسكندرية وبطريرك الكرازة المرقسية                       |
| عمرو موسى               | الأمين العام السابق لجامعة الدول العربية ووزير الخارجية الأسبق |
| حسب الله الكفراوي       | وزير الإسكان الأسبق                                            |
| الدكتور مجدي يعقوب      | عالم مصري                                                      |
| الدكتور أحمد زويل       | عالم مصري                                                      |
| جيهان السادات           | حرم الرئيس السابق أنور السادات                                 |
| انتصار عامر             | حرم الرئيس عبد الفتاح السيسي                                   |

### أعضاء الحكومة المصرية حينها
| الشخصية                      | اللقب                       |
| ---------------------------- | --------------------------- |
| الفريق أول صدقي صبحي         | وزير الدفاع والإنتاج الحربي |
| لواء أركان حرب / كامل الوزير | رئيس أركان الهيئة الهندسية  |
| لواء عادل لبيب               | وزير التنمية المحلية        |
| الدكتور محمد مختار جمعة      | وزير الأوقاف                |
| سامح شكري                    | وزير الخارجية               |
| خالد حنفي                    | وزير التموين                |
| عادل عدوي                    | وزير الصحة                  |
| أشرف السيد العربي            | وزير التخطيط                |
| أشرف سالمان                  | وزير الاستثمار              |
| محمد شاكر                    | وزير الكهرباء               |
| شريف إسماعيل                 | وزير البترول                |
| هشام رامز                    | محافظ البنك المركزي         |
| السفير علاء يوسف             | المتحدث الرسمي باسم الرئاسة |

## الاهمية والمقارنة التاريخية
تنبع في الدرجة الاساسية من موقع مشروع قناة السويس في تاريخ مصر نفسها. لقد كان الاحتفال بإنجاز قناة السويس أيام الخديوي إسماعيل عام 1868 مناسبة كبيرة، ورغم أن المشروع الاساسي أدى إلى وفاة الآلاف من حرارة الشمس وطول ساعات العمل. وبعد انتهاء الاحتفال المهيب الذي حضره نابوليون الثالث امبراطور فرنسا وزوجته أوجيني، وعرضت أوبرا عايدة. ذهب معظم مجد إنجاز القناة ليس لمصر، ولا لأهلها الكادحين، وإنما للمهندس «فيرديناندز دي ليسيبس»، الذي أقنع الجميع بالمشروع، وأشرف عليه.
أما القناة الجديدة فهي مصري التصميم والإنجاز. وقد استخدمت فيه الآليات الثقيلة القادرة على إزالة عشرات الأطنان من الرمل والحصى. ولذلك لم ينتج عنها حكايات مأساوية عن عمال ماتوا، أو هربوا من الخدمة وهجرة آلاف العمال إلى بلاد الشام. ولذلك نتج عنه آثار ديمغرافية ما يزال صداها حتى الآن في فلسطين والأردن، وإلى قدر أقل في سوريا.

## مشاريع بعد الافتتاح
- محور التنمية في منطقة شرق بورسعيد"، [38] يتضمن إقامة محطة للحاويات والصب السائل، ومحطة تموين لوجستية، بالإضافة إلى محطة للحبوب.[39]
- منطقة "الإسماعيلية الجديدة"، ويتضمن إقامة "وادي التكنولوجيا"، ويضم صناعات إلكترونية، وهندسية طبية، وآلات دقيقة، ومعدات اتصال، كما يضم "المنطقة الصناعية لمدينة القنطرة
- منطقة شمال غرب خليج السويس، ويتضمن مناطق للصناعات الثقيلة، ومركز للمعلومات، ومجمع للخدمات التموينية، ومجمع طبي، ومراكز أبحاث، وجامعة، ومعاهد تعليمية.

## تفريعات ومناطق مزدوجة سابقة
هناك عدد من المناطق المزدوجة من القناة بخلاف قناة السويس الجديدة والتي تسمح بالملاحة في الاتجاهين ويبلغ طولها 80.5 كم.
- تفريعة بورسعيد بطول 40.1 كم وتم حفرها عام 1980 (ازداد طولها عدة مرات)
- تفريعة البلاح بطول 8.9 كم وتم حفرها عام 1955
- تفريعة التمساح بطول 4.3 كم وتم حفرها عام 1980
- تفريعة الدفرسوار بطول 8.4 كم وتم حفرها عام 1980
- تفريعة البحيرات المرة بطول 11.8 كم وتم حفرها عام 1955
- تفريعة كبريت بطول 7.0 كم وتم حفرها عام 1955.[41]

## انتقادات
وجهت عدة انتقادات للمشروع 
- أن القناة الجديدة لن تؤدي إلى ازدواجية الملاحة بشكل كامل، وسيظل هناك احتياج إلى انتظار السفن في البحيرات المرة، والاعتماد على نظام القوافل الذي ينظم مرور السفن المقبلة من بورسعيد (قافلة الشمال) ومن السويس (قافلة الجنوب) في المناطق أحادية الاتجاه من القناة
- في الأنشطة الملاحية، يُترّجم الوقت إلى أموال؛ أي ان توفير الوقت المستهلك في عبور القناة سيكون مهم لشركات السفن. لكنه لن يُمثّل تغيرًا جذريًا في التجارة الدولية مثلما فعلت القناة القديمة.[42]
- أن تحقيق مضاعفة أرباح قناة السويس يحتاج إلى ازدياد التجارة الدولية سنويًا بنسبة 9٪. وهي حاليًا تتزايد بمعدل 3٪ فقط تقريبًا كل عام. كما بلغت معدلات الزيادة في فترة الازدهار الاقتصادي خلال العقد الأول من القرن الحادي والعشرين 7,5٪ سنويًا.[42][43]
- أن التمويل الذي تم توفيره من الشعب لم يكن كافيًا لحفر القناة، واحتاجت الحكومة إلى قرضين إضافيين من بنوك محلية يقدّران بـ850 مليون دولار.[42]
- شكك تقرير لصحيفة الإندبندنت البريطانية في جدوى المشروع الاقتصادية وقال إن الحكومة المصرية قدمت تقديرات شديدة التفاؤل لعائدات المشروع. وأشار التقرير إلى أن المشروع سيضاعف حجم حركة العبور في قناة السويس لكن الحركة فيها أصلا ليست بهذا الحجم حاليا حيث أن حجم التجارة العالمية والأوروبية بشكل خاص في تراجع منذ عام 2005.
- وجه البعض انتقادات إلى الحكومة بسبب ما وصفوه بالبذخ في الإعداد لحفل افتتاح القناة، كما وجهوا انتقادات إليها بسبب العملات التذكارية التي سيتم توزيعها كهدايا على كبار الحضور من زعماء ورؤساء.[44]